# Roger Rankel
Roger Rankel (* 13. März 1971 in München) ist ein deutscher Unternehmer und Sachbuchautor.

## Leben
Roger Rankel gründete 1992 den Finanzvertrieb Strategie AG, die 2001 mit dem Sonderpreis „Junges Unternehmen“ der Oskar-Patzelt-Stiftung ausgezeichnet wurde. Seit 2002 ist er als Verkaufstrainer, Redner und Autor tätig.
2013 erhielt er für sein Hörbuch-Seminar Die Grundlagen des modernen Verkaufens den Preis „Mittelstands-Buch 2013“ der Oskar-Patzelt-Stiftung.
Er lebt in München und Kitzbühel.

## Veröffentlichungen
- Immer schön (erfolg)reich bleiben! Die besten Geistesblitze für Vertrieb und Marketing. Springer Gabler, Heidelberg 2006. ISBN 978-3-8349-0494-2
- Sales Secrets. Springer Gabler, Heidelberg 2008. ISBN 978-3-8349-0788-2
- Endlich Empfehlungen. Der einfachste Weg, neue Kunden zu gewinnen. Gabal Verlag, Offenbach 2009. ISBN 978-3-89749-845-7
- Das kleine Buch vom großen Verkauf. 99 Tipps für mehr Umsatz. Gabal Verlag, Offenbach 2012. ISBN 978-3-86936-332-5
- Etwas etwas anders machen: ... und dadurch besser verkaufen. Gabal Verlag, Offenbach 2012. ISBN 978-3-86936-430-8
- So funktioniert Empfehlungsmarketing heute. Der einfachste Weg, neue Kunden zu gewinnen. Gabal Verlag, Offenbach 2013. ISBN 978-3-86936-478-0
- Die Geheimnisse der Umsatzverdoppler. So machen auch Sie mehr aus Ihrem Geschäft. Gabal Verlag, Offenbach 2016. ISBN 978-3-86936-748-4
- So geht Kundengewinnung heute! Digital und Persönlich. Gabal Verlag, Offenbach 2020. ISBN 978-3-86936-965-5